# Agave yuccifolia
Agave yuccifolia là một loài thực vật có hoa trong họ Măng tây. Loài này được DC. ex Redouté mô tả khoa học đầu tiên năm 1819.